# Rkia el-Moukim
Rkia el-Moukim (arabisch رقية موكريم; * 22. Februar 1988 in Guelmim) ist eine marokkanische Leichtathletin, die sich auf den Langstreckenlauf spezialisiert hat.

## Sportliche Laufbahn
Erste Erfahrungen bei internationalen Meisterschaften sammelte Rkia el-Moukim im Jahr 2004, als sie bei den Arabischen-Jugendmeisterschaften in Rabat in 4:28,58 min die Bronzemedaille im 1500-Meter-Lauf gewann. 2010 siegte sie in 32:51 min beim Singelloop Utrecht und wurde Vierte bei der Corrida de Houilles. In den folgenden Jahren war sie bei zahlreichen Straßenläufen und im Crosslauf aktiv, wurde aber 2015 des Dopings überführt und all ihre Ergebnisse zwischen 2011 und 2015 wurden ihr abererkannt. Nach Ablauf ihrer Sperre siegte sie 2019 in 1:09:46 h beim San Sebastián-Halbmarathon und in 1:12:155 h beim Chongqing International Women’s Half Marathon. 2021 startete sie im Marathonlauf bei den Olympischen Spielen in Sapporo und gelangte dort mit 2:40:10 h auf Rang 56. Im Jahr darauf siegte sie in 1:11:11 h beim Marrakesch-Halbmarathon und gewann anschließend in 1:14:05 h die Bronzemedaille bei den Mittelmeerspielen in Oran hinter der Italienerin Giovanna Epis und ihrer Landsfrau Hanane Qallouj. Daraufhin gelangte sie bei den Islamic Solidarity Games in Konya mit 34:07,23 min auf Rang vier über 10.000 Meter. 2023 siegte sie in 1:15:00 h im Halbmarathon bei den Arabischen Meisterschaften in Marrakesch. Im August wurde sie bei den Weltmeisterschaften in Budapest nach 22:33:54 h 25. im Marathon und im Oktober gelangte sie bei den Straßenlauf-Weltmeisterschaften in Riga mit 1:!0:49 h auf den 21. Platz im Halbmarathon.

## Persönliche Bestleistungen
- 1500 Meter: 4:13,69 min, 22. Juni 2008 in Casablanca
- 3000 Meter: 8:56,23 min, 14. Juni 2008 in Rabat
- 5000 Meter: 15:55,04 min, 7. April 2021 in Rabat
- Halbmarathon: 1:10:49 h, 1. Oktober 2023 in Riga
- Marathon: 2:26:51 h, 30. April 2023 in Rabat